# Roman Michałowski (dyplomata)
Roman Stefan Seweryn Michałowski hrabia (ur. 9 lutego 1895 w Krakowie, zm. 14 maja 1974 w Nowym Jorku) – polski dyplomata, podpułkownik dyplomowany artylerii Wojska Polskiego.

## Życiorys
Urodził się 9 lutego 1895 w Krakowie, w rodzinie Władysława i Ireny z Żółtowskich, właścicieli majątku w Dobrzechowie. W 1913 złożył maturę w c. k. Gimnazjum III w Krakowie. W latach 1913–1914 studiował w Uniwersytecie Oksfordzkim. 
W 1914 roku wstąpił do Legionów Polskich i został przydzielony do Kadry Artylerii w Przegorzałach. Następnie był kanonierem w 5 baterii II dywizjonu artylerii. Do 1 sierpnia 1915 roku przebywał na leczeniu. 1 kwietnia 1917 roku został awansowany na chorążego artylerii. Po kryzysie przysięgowym został członkiem Polskiej Organizacji Wojskowej.
Od listopada 1918 roku pełnił służbę w Adiutanturze Generalnej. Od 16 czerwca do 30 listopada 1919 roku był słuchaczem I Kursu Wojennej Szkoły Sztabu Generalnego w Warszawie. Następnie pełnił służbę w Oddziale III Naczelnego Dowództwa Wojska Polskiego. W latach 1920–1922 był słuchaczem Wyższej Szkoły Wojennej (École supérieure de guerre) w Paryżu. W czasie studiów jego oddziałem macierzystym był początkowo Oddział V Sztabu Generalnego, a później 2 Pułk Artylerii Polowej Legionów w Kielcach. 3 maja 1922 roku został zweryfikowany w stopniu kapitana ze starszeństwem z 1 czerwca 1919 roku i 71. lokatą w korpusie oficerów artylerii. Na wniosek szefa Sztabu Generalnego, „po pomyślnym ukończeniu studiów”, Minister Spraw Wojskowych przyznał mu „pełne kwalifikacje do pełnienia służby na stanowiskach Sztabu Generalnego” i z dniem 15 lutego 1923 roku przydzielił do Oddziału III Sztabu Generalnego na stanowisko kierownika referatu. 31 marca 1924 roku został awansowany na majora ze starszeństwem z 1 lipca 1923 roku i 32. lokatą w korpusie oficerów kawalerii.
W 1924 roku został wyznaczony na stanowisko attaché wojskowego przy Poselstwie Polskim w Londynie. Był wówczas przeniesiony do kadry oficerów artylerii, jako oficer 2 Pułku Artylerii Polowej Legionów. 29 stycznia 1929 roku ogłoszono jego mianowanie na stanowisko attaché wojskowego przy Poselstwie Polskim w Bukareszcie. Na podpułkownika został awansowany ze starszeństwem z 1 stycznia 1931 roku w korpusie oficerów kawalerii. Z dniem 30 kwietnia 1933 roku został przeniesiony do dyspozycji szefa Sztabu Głównego. Następnego dnia został przeniesiony do dyspozycji Ministra Spraw Zagranicznych na okres sześciu miesięcy z zachowaniem dodatku służbowego. Z dniem 31 października 1933 roku został przeniesiony do rezerwy z równoczesnym przeniesieniem w rezerwie do Oficerskiej Kadry Okręgowej Nr I.
W latach 1933–1938 sekretarz Ambasady RP w Londynie, następnie radca Poselstwa RP w Tokio. Od 1940 mieszkał w Nowym Jorku. W latach 1944–1945 był oficerem łącznikowym w kwaterze głównej amerykańskiej 6 Grupy Armii gen. Jacoba Deversa. W latach 1948–1952 wykładał w Akademii Wojskowej Stanów Zjednoczonych w West Point, a następnie na innych uniwersytetach. W 1950 roku był współzałożycielem Związku Polskich Federalistów w Stanach Zjednoczonych (Polish Federalist Association in the United States) z siedzibą w Nowym Jorku, blisko związanego ideologicznie z Polskim Ruchem Wolnościowym „Niepodległość i Demokracja”. Zadaniem Związku było wywieranie nacisku na władze USA w sprawie likwidacji bloku wschodniego oraz wypracowanie koncepcji Związku Narodów Europy Środkowo-Wschodniej. Pełnił następnie funkcję prezesa Rady ZPF. Zmarł 14 maja 1974 roku w Nowym Jorku.

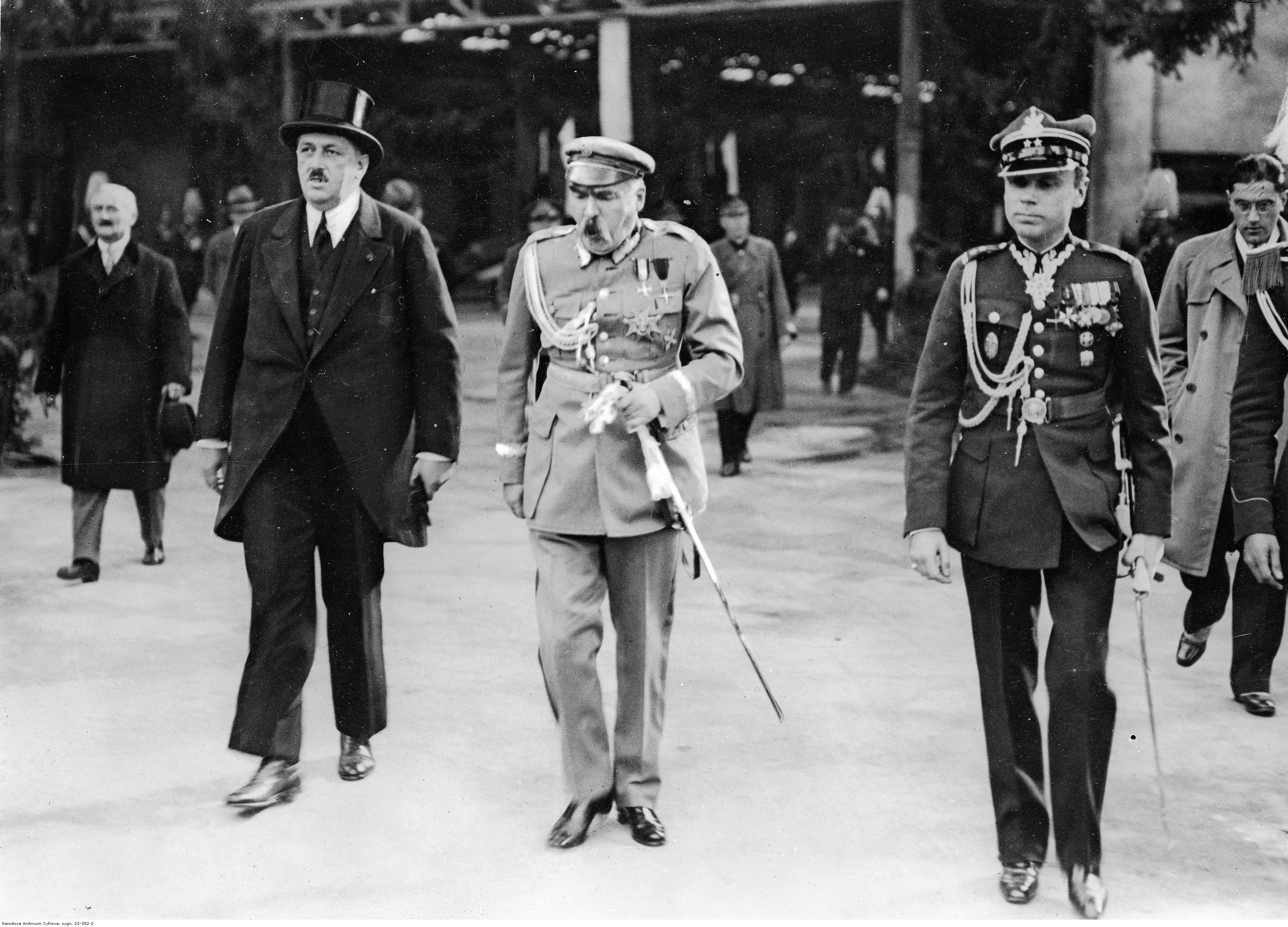
Marszałek Józef Piłsudski w Sinaia (14 października 1931) w towarzystwie posła nadzwyczajnego i ministra pełnomocnego w Rumunii Jana Szembeka (na lewo od marszałka) i attaché wojskowego ppłk. Romana Michałowskiego (na prawo od marszałka).

## Ordery i odznaczenia
- Krzyż Niepodległości (6 czerwca 1931)[17]
- Krzyż Oficerski Orderu Odrodzenia Polski[18]
- Krzyż Walecznych (czterokrotnie)[18]
- Złoty Krzyż Zasługi (10 listopada 1928)[19]
- Medal Pamiątkowy za Wojnę 1918–1921[18]
- Medal Dziesięciolecia Odzyskanej Niepodległości[18]
- Srebrny Medal za Długoletnią Służbę[18]
- Brązowy Medal za Długoletnią Służbę[18]
- Odznaka „Za wierną służbę”[20]
- Krzyż Komandorski Orderu Gwiazdy Rumunii (Rumunia)[18]
- Krzyż Komandorski Orderu Korony Rumunii (Rumunia)[18]
- Medal Koronacyjny Króla Jerzego VI (Wielka Brytania)[18]
- Medal Srebrnego Jubileuszu Króla Jerzego V (Wielka Brytania)[18]